# 黑马河镇
黑马河镇，是中华人民共和国青海省海南藏族自治州共和县下辖的一个乡镇级行政单位。
2018年1月撤乡建镇。

## 图集

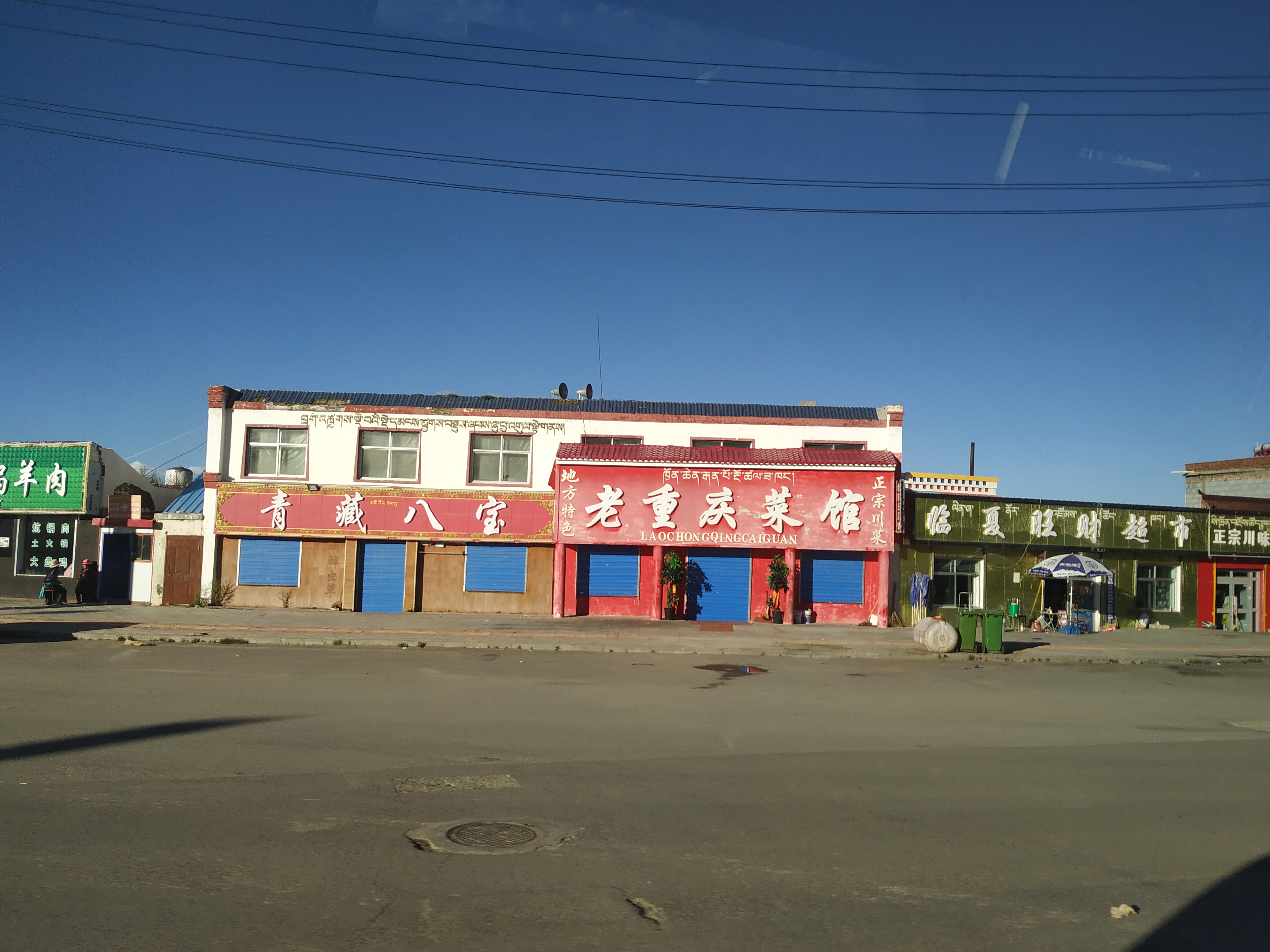
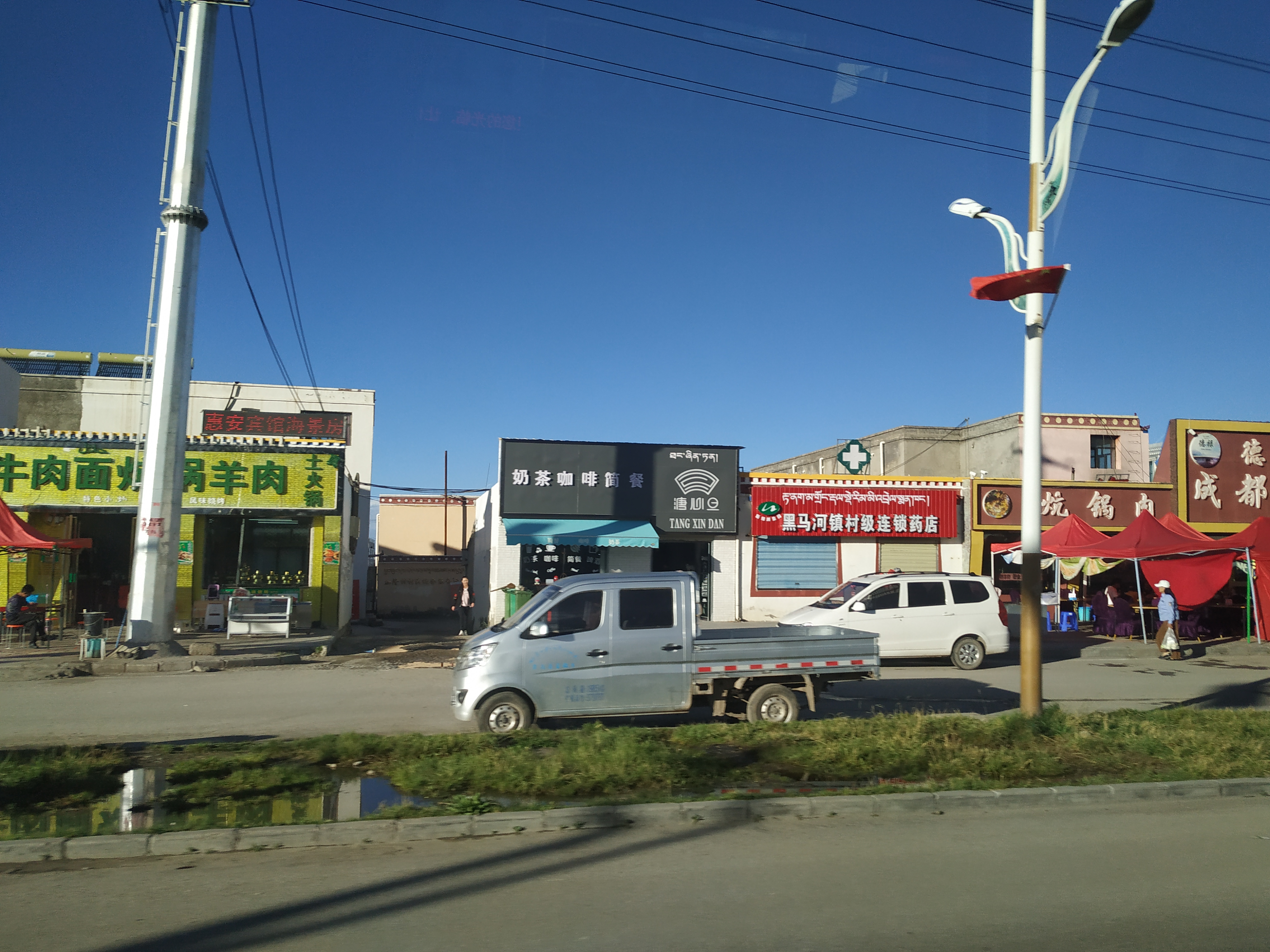
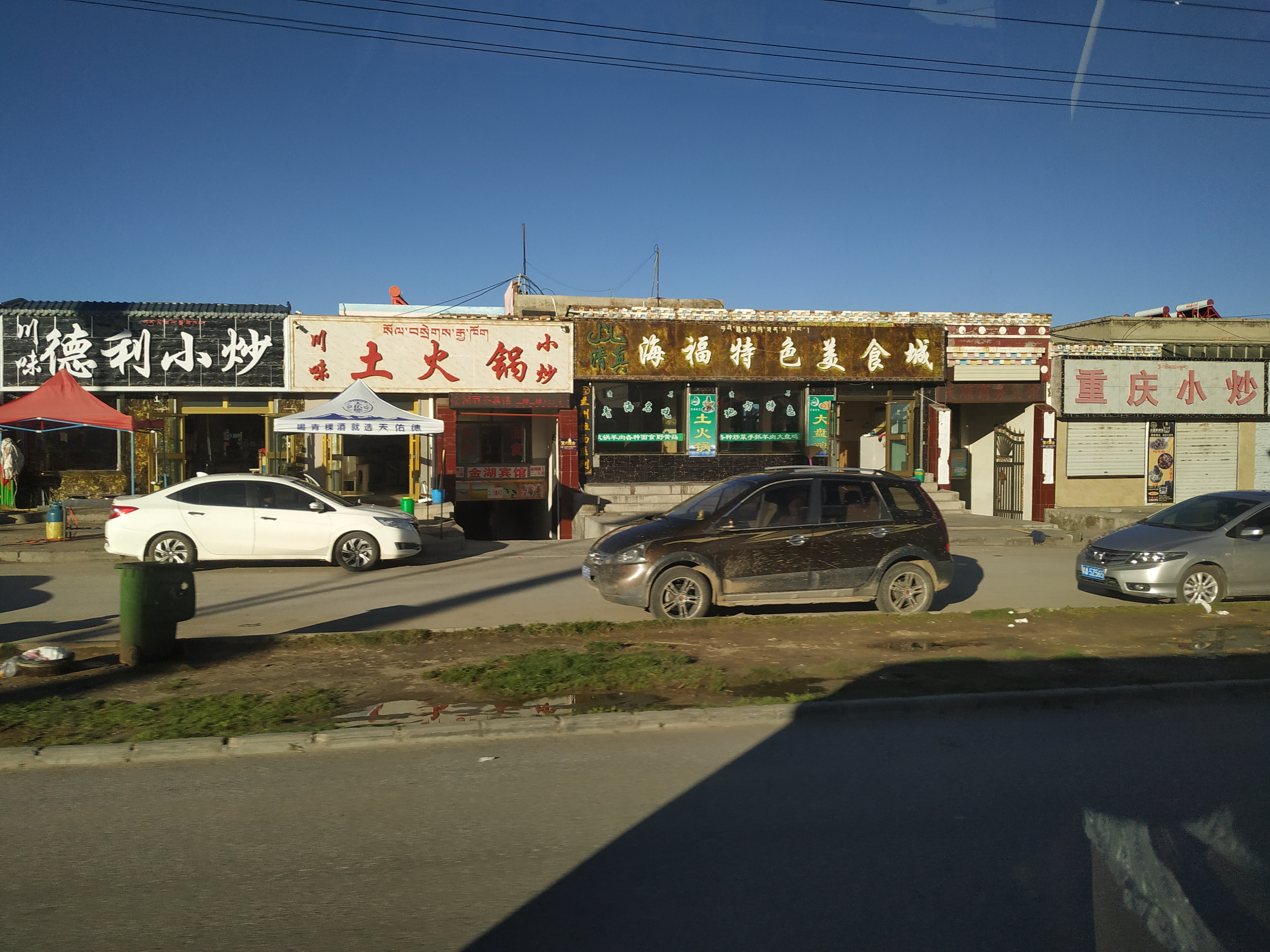

## 行政区划
黑马河镇下辖以下地区：正却乎村、加隆村、然却乎村和文巴村。